# François Picard
François Picard (* 26. April 1921 in Villefranche-sur-Saône; † 29. April 1996 in Nizza) war ein französischer Automobilrennfahrer.

## Karriere

### Sportwagenrennen
Picard begann 1949 mit einem Renault 4CV Autorennen zu fahren. Zu Beginn der 1950er-Jahre ersetzte er den Renault durch einen Porsche, mit dem er 1952 ein Sportwagenrennen in Agadir gewann. Ab 1953 wurde Picard ein bekannter Ferrari-Privatier, der hauptsächlich Rennen in Frankreich und Nordafrika fuhr. 1954 war sein Landsmann Charles Pozzi sein Partner. Das Duo siegte bei den 12-Stunden-Rennen von Reims und Hyères.
1955 bestritt Picard seine Rennen auf einem Ferrari 750 Monza und wurde Zweiter beim Coupes de Paris und Dritter beim Großen Preis von Agadir und dem 1000-km-Rennen von Paris.

### Im Monoposto
1958 fuhr François Picard das einzige Monopostorennen seiner Karriere. Beim Großen Preis von Marokko ging er mit einem Cooper T43, der von Rob Walker gemeldet war, vom 24. Startplatz aus ins Rennen. Bei diesem Formel-1-Weltmeisterschaftslauf hatte er einen schweren Unfall, als er in den sich drehenden Rennwagen des Belgiers Olivier Gendebien prallte. Picard erlitt dabei schwere Verletzungen. Er konnte wieder vollständig genesen, seine Rennkarriere war aber zu Ende.

## Statistik

### Statistik in der Formel 1

#### Gesamtübersicht
| Saison | Team                   | Chassis    | Motor         | Rennen | Siege | Zweiter | Dritter | Poles | schn. Rennrunden | Punkte | WM-Pos. |
| ------ | ---------------------- | ---------- | ------------- | ------ | ----- | ------- | ------- | ----- | ---------------- | ------ | ------- |
| 1958   | Rob Walker Racing Team | Cooper T43 | Climax 2.0 L4 | 1      | −     | −       | −       | −     | −                | −      | NC      |
| Gesamt | Gesamt                 | Gesamt     | Gesamt        | 1      | −     | −       | −       | −     | −                | −      |         |

#### Einzelergebnisse
| Saison | 1 | 2 | 3 | 4 | 5 | 6 | 7 | 8 | 9 | 10  | 11 |
| ------ | - | - | - | - | - | - | - | - | - | --- | -- |
| 1958   |   |   |   |   |   |   |   |   |   |     |    |
|        |   |   |   |   |   |   |   |   |   | DNF |    |

| Legende  | Legende            | Legende                                                          |
| Farbe    | Abkürzung          | Bedeutung                                                        |
| -------- | ------------------ | ---------------------------------------------------------------- |
| Gold     | –                  | Sieg                                                             |
| Silber   | –                  | 2. Platz                                                         |
| Bronze   | –                  | 3. Platz                                                         |
| Grün     | –                  | Platzierung in den Punkten                                       |
| Blau     | –                  | Klassifiziert außerhalb der Punkteränge                          |
| Violett  | DNF                | Rennen nicht beendet (did not finish)                            |
| Violett  | NC                 | nicht klassifiziert (not classified)                             |
| Rot      | DNQ                | nicht qualifiziert (did not qualify)                             |
| Rot      | DNPQ               | in Vorqualifikation gescheitert (did not pre-qualify)            |
| Schwarz  | DSQ                | disqualifiziert (disqualified)                                   |
| Weiß     | DNS                | nicht am Start (did not start)                                   |
| Weiß     | WD                 | zurückgezogen (withdrawn)                                        |
| Hellblau | PO                 | nur am Training teilgenommen (practiced only)                    |
| Hellblau | TD                 | Freitags-Testfahrer (test driver)                                |
| ohne     | DNP                | nicht am Training teilgenommen (did not practice)                |
| ohne     | INJ                | verletzt oder krank (injured)                                    |
| ohne     | EX                 | ausgeschlossen (excluded)                                        |
| ohne     | DNA                | nicht erschienen (did not arrive)                                |
| ohne     | C                  | Rennen abgesagt (cancelled)                                      |
| ohne     | keine WM-Teilnahme |                                                                  |
| sonstige | P/fett             | Pole-Position                                                    |
| sonstige | 1/2/3/4/5/6/7/8    | Punktplatzierung im Sprint-/Qualifikationsrennen                 |
| sonstige | SR/kursiv          | Schnellste Rennrunde                                             |
| sonstige | *                  | nicht im Ziel, aufgrund der zurückgelegten Distanz aber gewertet |
| sonstige | ()                 | Streichresultate                                                 |
| sonstige | unterstrichen      | Führender in der Gesamtwertung                                   |

### Le-Mans-Ergebnisse
| Jahr | Team              | Fahrzeug       | Teamkollege    | Platzierung     | Ausfallgrund |
| ---- | ----------------- | -------------- | -------------- | --------------- | ------------ |
| 1956 | Jean Lucas        | Ferrari 500TR  | Robert Tappan  | Disqualifiziert |              |
| 1957 | Equipe Los Amigos | Ferrari 500TRC | Richie Ginther | Ausfall         | Wasserpumpe  |
| 1958 | Equipe Los Amigos | Ferrari 250TR  | Jaroslav Juhan | Ausfall         | Unfall       |

### Einzelergebnisse in der Sportwagen-Weltmeisterschaft
| Saison | Team                              | Rennwagen                     | 1   | 2   | 3   | 4   | 5   | 6   | 7   |
| ------ | --------------------------------- | ----------------------------- | --- | --- | --- | --- | --- | --- | --- |
| 1956   | François Picard                   | Ferrari 750 Monza             | BUA | SEB | MIM | NÜR | KRI |     |     |
| 1956   | François Picard                   | Ferrari 750 Monza             |     | DNF |     |     |     |     |     |
| 1957   | Equipe Los Amigos                 | Ferrari 500TRC Ferrari 500 TR | BUA | SEB | MIM | NÜR | LEM | KRI | CAR |
| 1957   | Equipe Los Amigos                 | Ferrari 500TRC Ferrari 500 TR |     |     |     |     | DNF | 14  |     |
| 1958   | François Picard Equipe Los Amigos | Ferrari 250 GT Ferrari 250TR  | BUA | SEB | TAR | NÜR | LEM | RTT |     |
| 1958   | François Picard Equipe Los Amigos | Ferrari 250 GT Ferrari 250TR  | 8   |     |     | DNF | DNF |     |     |